# Gilbert Stuart
Pour les articles homonymes, voir Stuart.
Gilbert Stuart, né le 3 décembre 1755 à Saunderstown (Rhode Island) et mort le 9 juillet 1828 à Boston, est un peintre américain.
Il est connu pour ses portraits de personnalités américaines.

## Biographie
Gilbert Stuart est né à North Kingstown à Rhode Island où il a été baptisé du prénom « Stewart ». Son père, un immigré écossais, a construit et exploité une fabrique de tabac à priser.
Il a grandi dans la ville commerçante de Newport, où le portraitiste écossais itinérant, Cosmo Alexander (en) (1724-1772), lui a donné sa première formation.
Il accompagne Alexander en Écosse, mais repart aux États-Unis à la mort de son maître en 1772.
Trois ans plus tard, en 1775, à la veille de la révolution américaine, il se rend à Londres où il travaille pendant cinq ans (1777-1782) en tant qu'assistant du peintre anglo-américain Benjamin West. Il expose à la Royal Academy de 1777 à 1785, sous le nom de Gilbert Charles Stuart la première année. Le succès de son tableau Le Patineur (Washington, National Gallery of Art), peint en 1782, lance sa carrière de portraitiste.
En 1786, il épouse Charlotte Coates et s'installe avec elle à Dublin l'année suivante. Il y réalise les portraits de la minorité dirigeante protestante pendant plus de cinq ans.
Il revient en Amérique en 1793 dans l'intention de peindre un portrait de George Washington, le (George Washington (Lansdowne Portrait)), qui établirait sa réputation en Amérique. Après un séjour d'un an à New York, il se rend à Philadelphie, alors la capitale des États-Unis, avec une lettre d’introduction de John Jay auprès de Washington. Il peint le premier portrait officiel du président des États-Unis en hiver ou au début du printemps 1795. Il n'était pas satisfait de son premier portrait de Washington, mais d'autres le furent. Martha Washington lui en commandé un deuxième et Mme William Bingham lui en commande deux.
Il devient le principal portraitiste de New York, Philadelphie, Washington et Boston. Il fait le portrait d'hommes politiques importants, de riches commerçants et d'immigrés.
Quand Washington devient la nouvelle capitale nationale, il s'y installe en décembre 1803. Il y fait le portrait de James Madison, Thomas Jefferson, William Thornton et d'autres personnalités de l'administration de Jefferson.
À l'été de 1805, il s'installe à Boston dans son atelier de Roxbury. 
Tout au long de sa vie, de jeunes artistes, dont John Trumbull, Thomas Sully, Rembrandt Peale et John Vanderlyn, ont recherché ses conseils et imité son travail. Parmi ses élèves se trouvaient ses enfants Charles Gilbert (1787-1813) et Jane (1812-1888). 
Ses modèles ont témoigné de leur fascination pour son talent et sa personnalité en consignant de longues anecdotes et des souvenirs de leurs séances, produisant ainsi une littérature d'une richesse inhabituelle sur un portraitiste américain.
Gilbert Stuart meurt à Boston le 9 juillet 1828.

## Œuvre

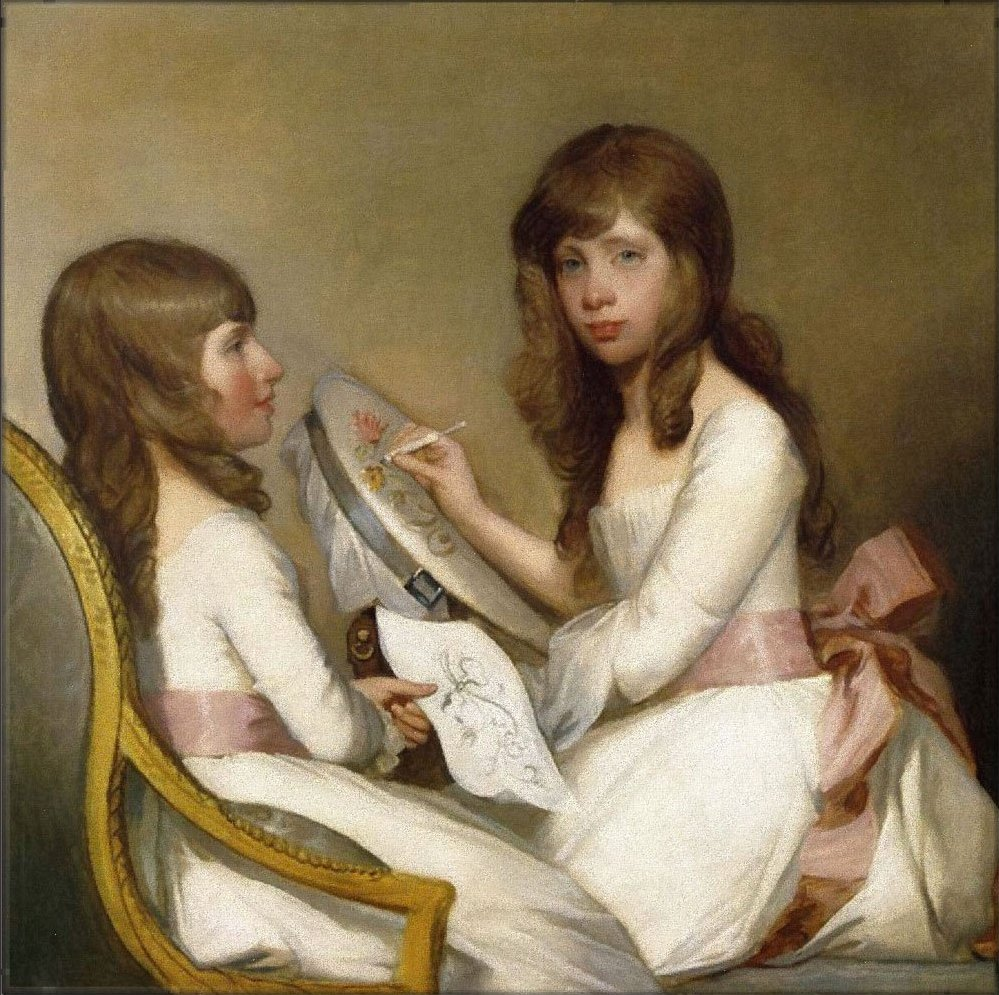
Anna Dorothea Foster et Charlotte Anna Dick (1790-1791), Winston-Salem,.

Une grande partie de ses œuvres est aujourd'hui conservée à Washington à la National Gallery of Art.
- Boston
  - Museum of Fine Arts : George Washington (The Athenæum Portrait), 1796, huile sur toile, 121 × 94 cm
- New York
  - Frick Collection : George Washington (Vaughan Portrait), 1795, huile sur toile, 74 × 61 cm[1].
  - Metropolitan Museum : George Washington, 1795, huile sur toile, 77 × 64 cm[2].
- Washington :
  - National Gallery of Art :
    - Le Patineur (Portrait de William Grant), 1782, huile sur toile, 245 × 147 cm[3] ;
    - George Washington (Vaughan portrait), 1795, huile sur toile, 73 × 60 cm[3] ;

  - National Portrait Gallery :
    - Catherine Brass Yates (Mrs Richard Yates), 1793-1794, huile sur toile, 76 × 63 cm[4] ;
    - George Washington (Lansdowne portrait), 1796, huile sur toile, 248 × 159 cm[5].

- Williamstown, Clark Art Institute : George Washington, huile sur toile, 73 × 61 cm[6].

Œuvres de Gilbert Stuart
Mrs Blades and her Daughter, 1775 - Stockholm National Museum
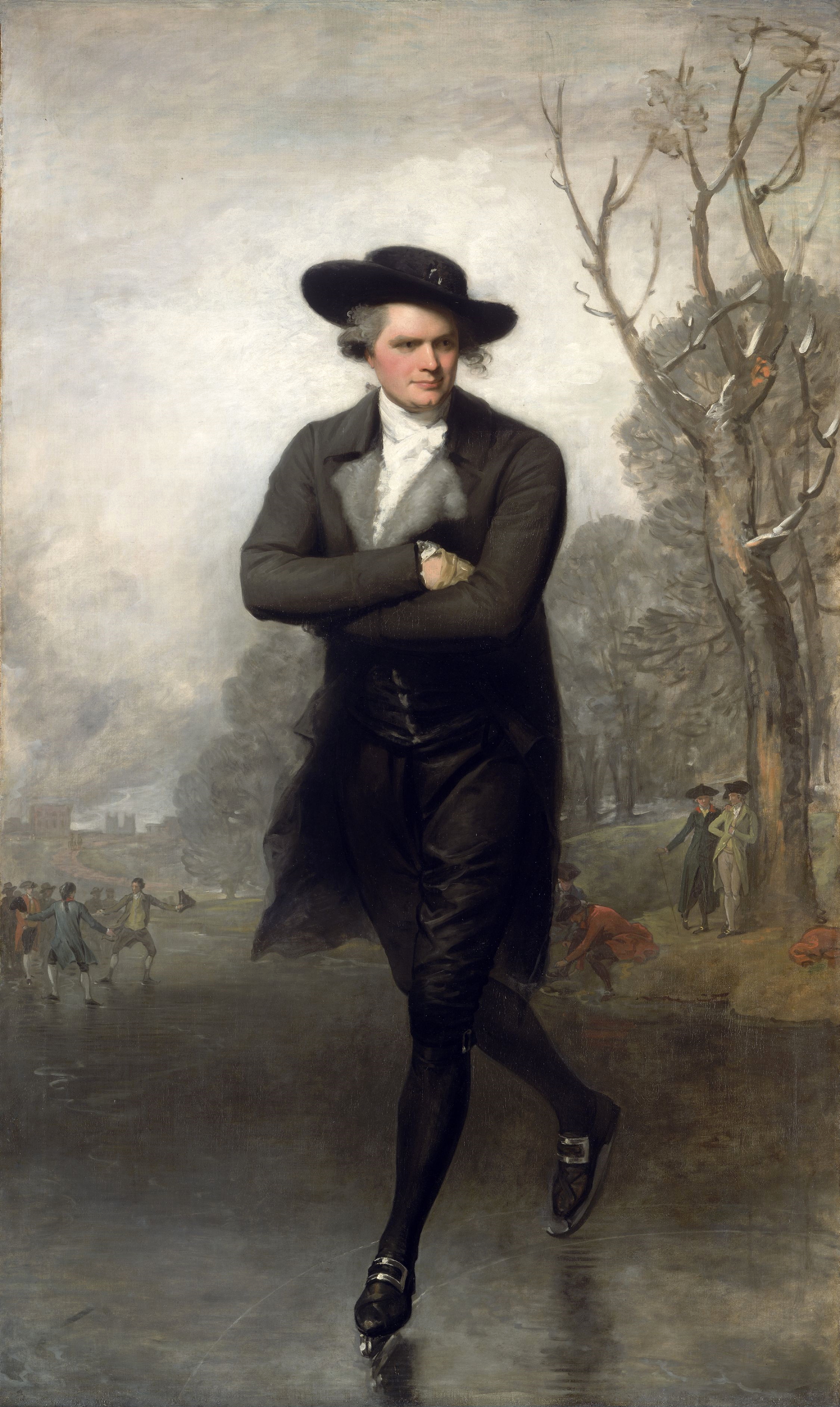
Le Patineur (1782), Washington, National Gallery of Art.
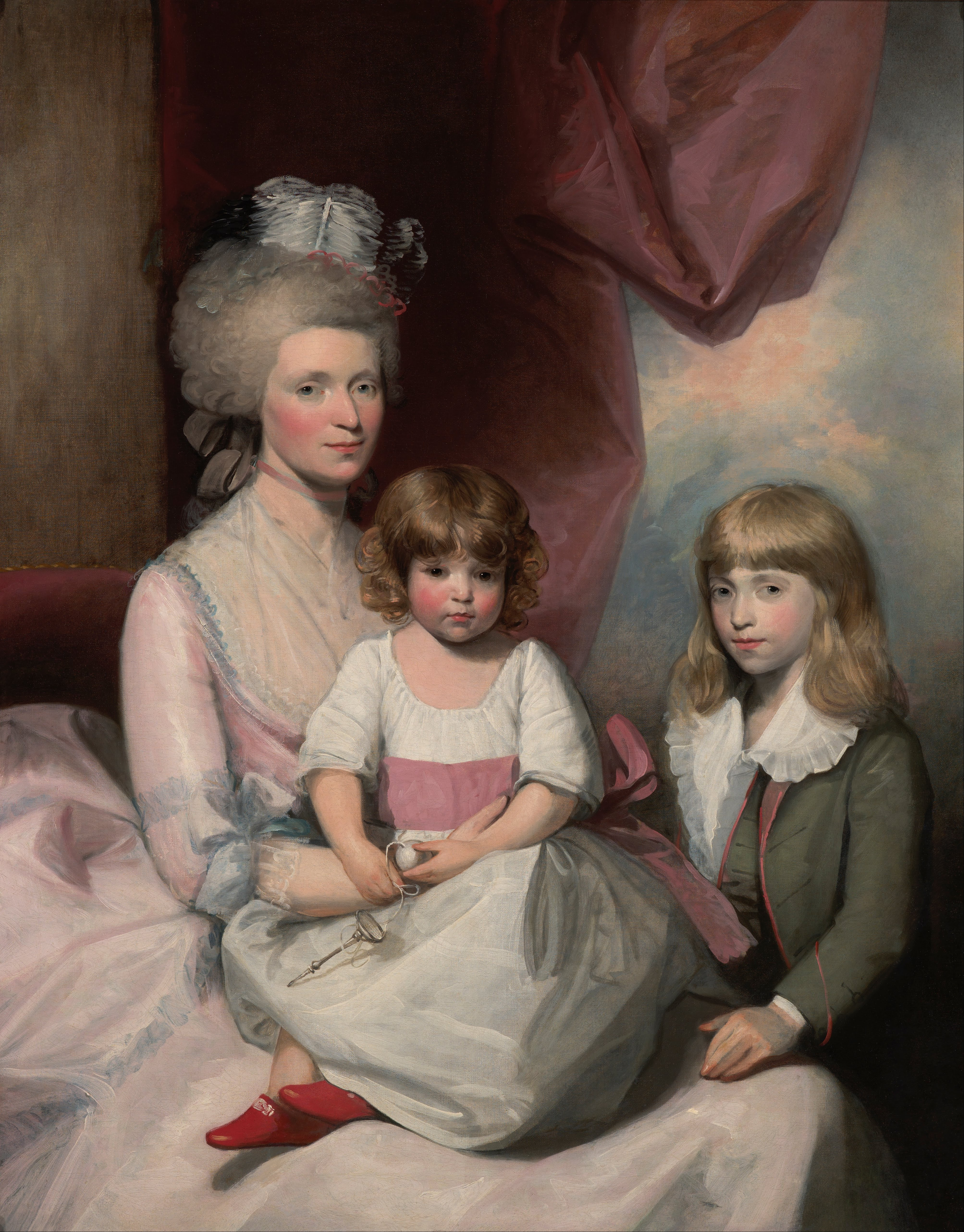
Portrait de famille (vers 1783), musée d'Art d'Indianapolis.
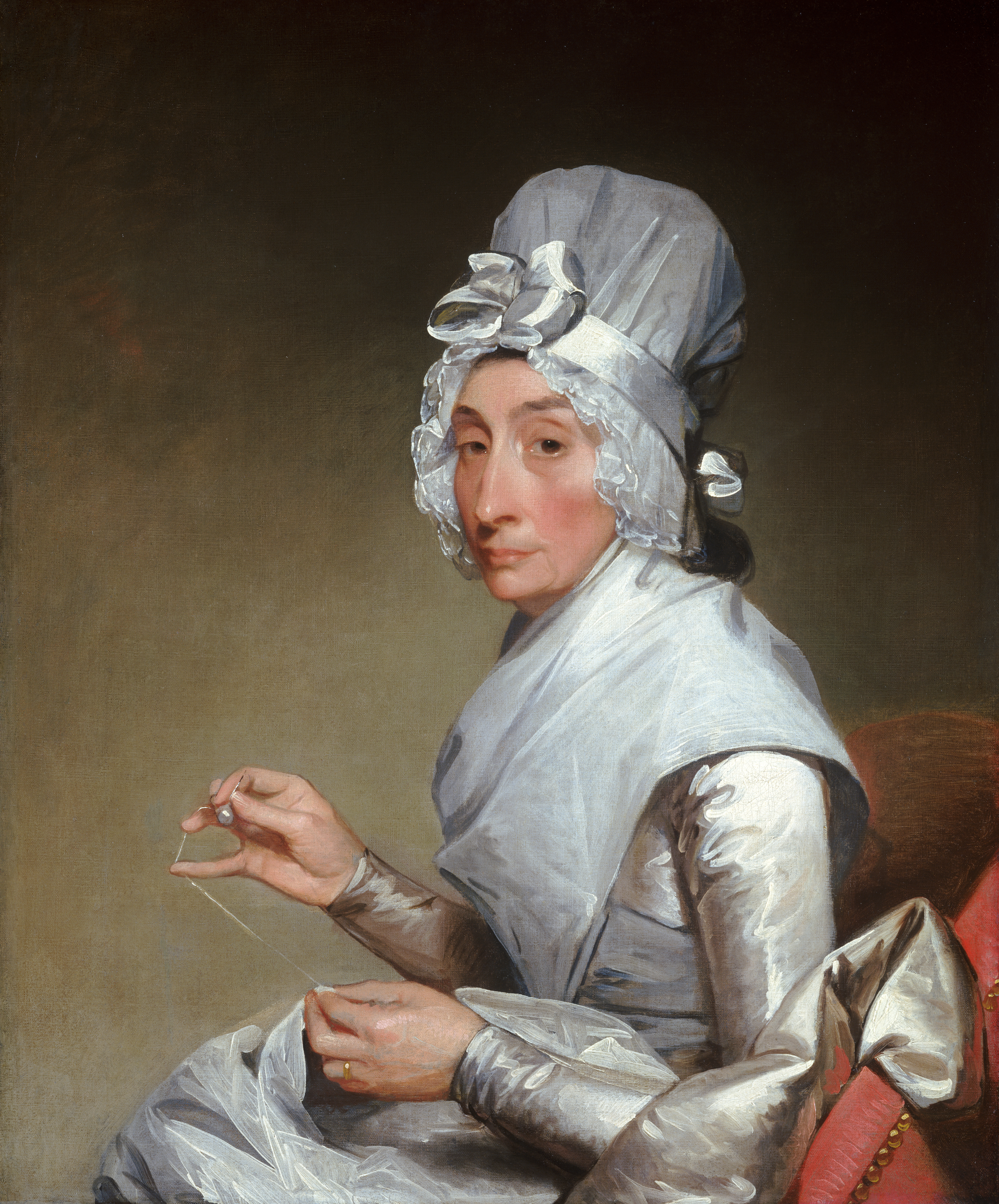
Catherine Brass Yates (1793-1794), Washington, National Portrait Gallery.
George Washington (1795), New York, Metropolitan Museum.
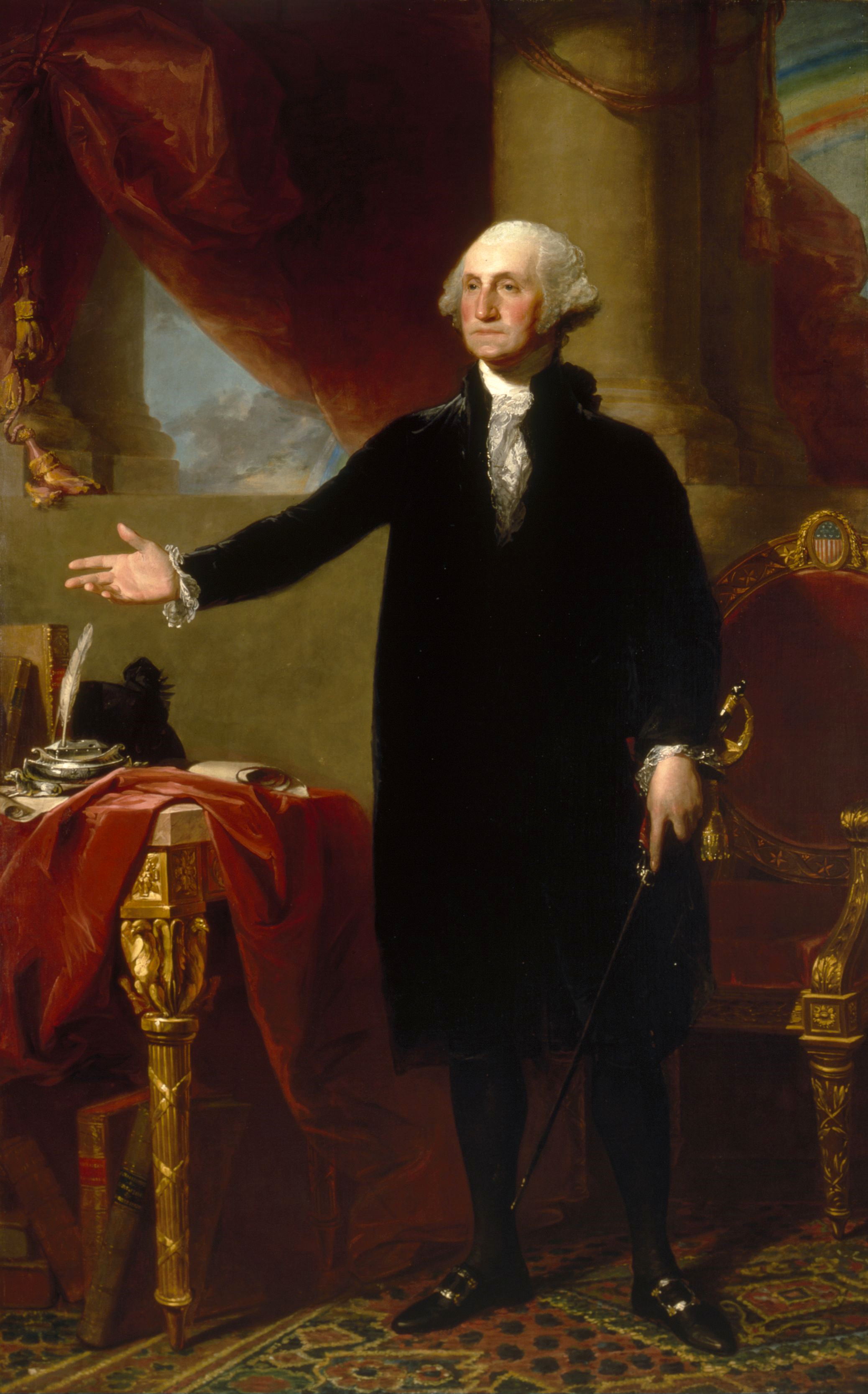
George Washington (1796), Washington, National Portrait Gallery.
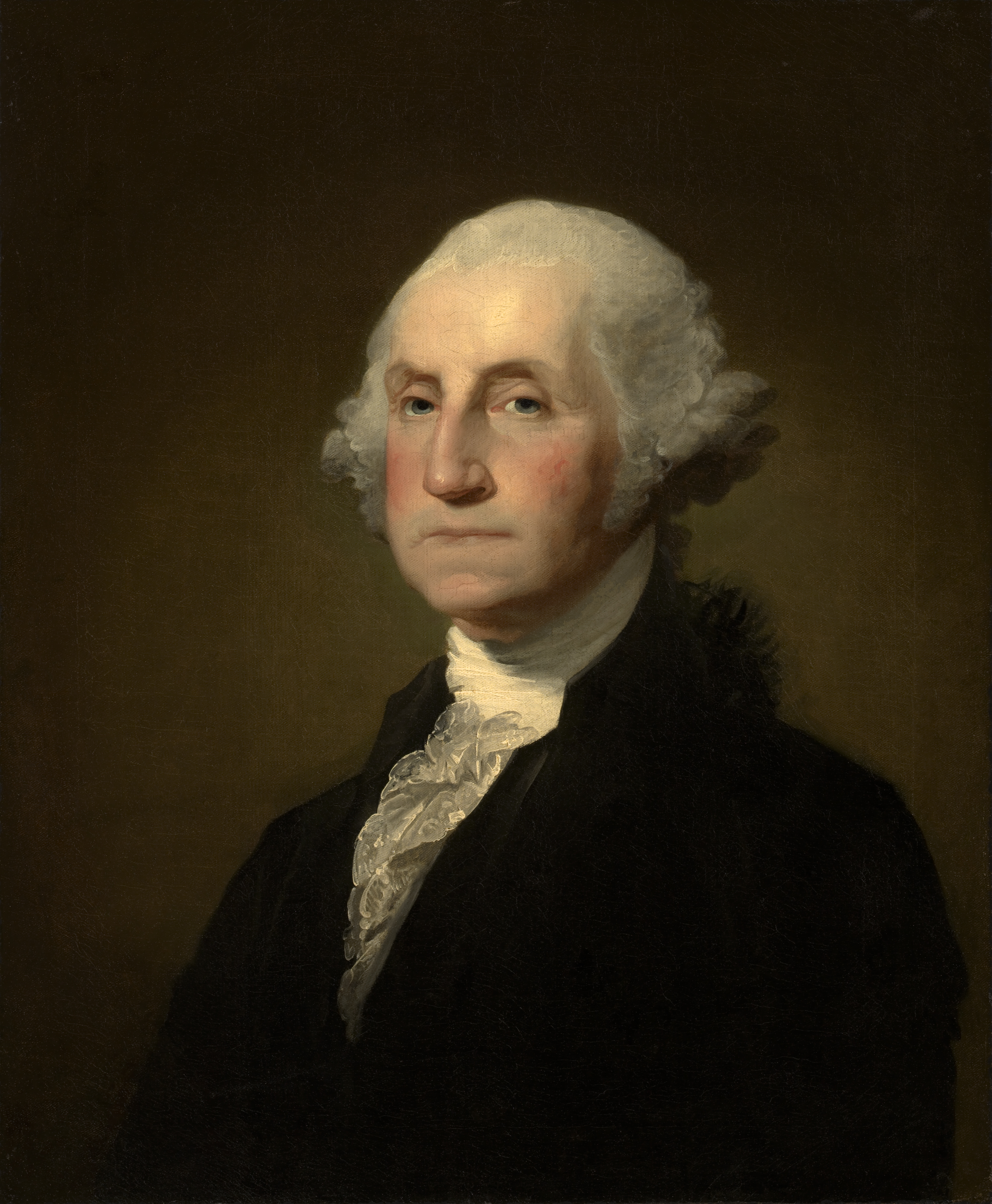
George Washington (1796-1803), Williamstown, Clark Art Institute.
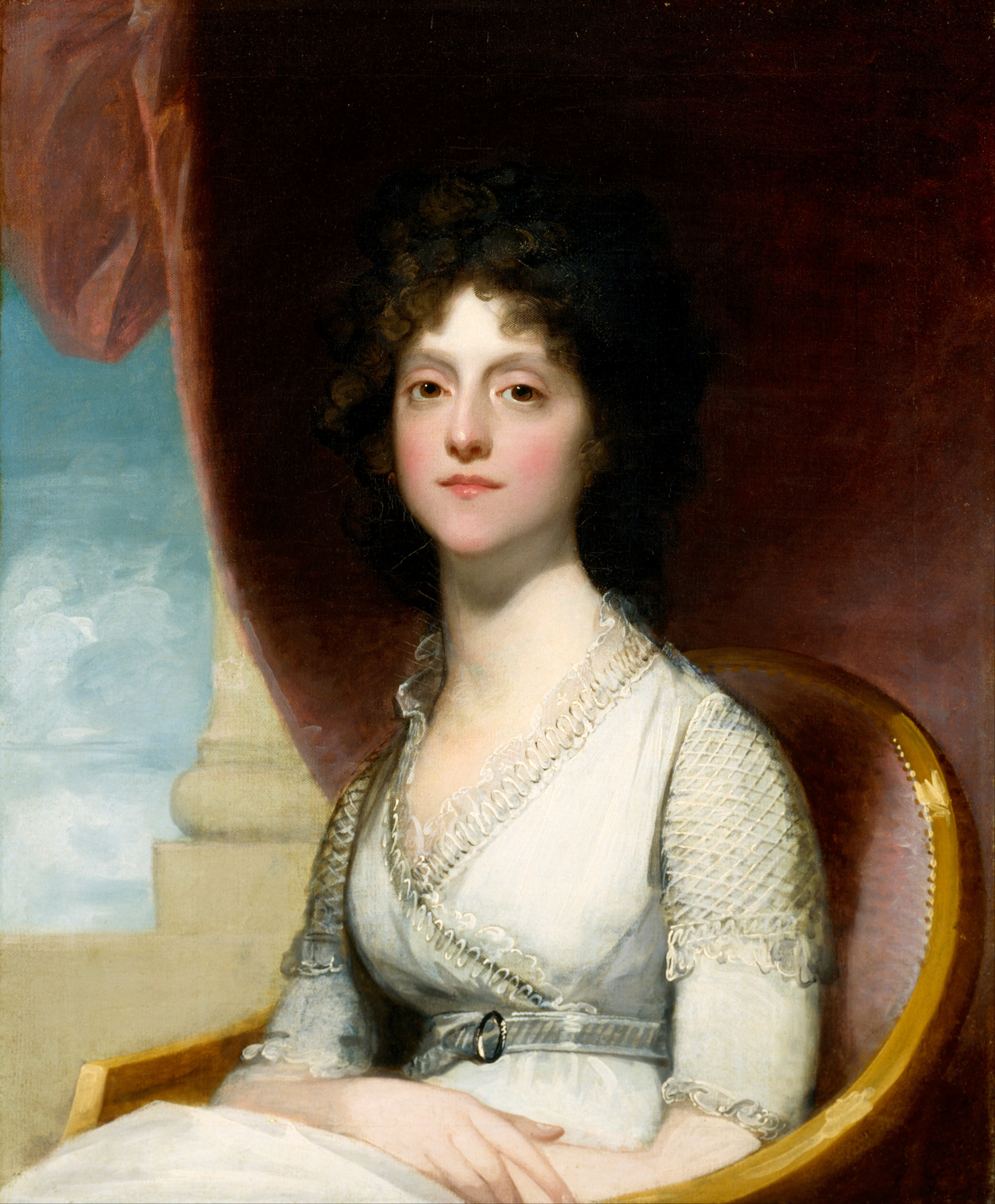
Marianne Ashley Walker (1799), musée d'Art d'Indianapolis.
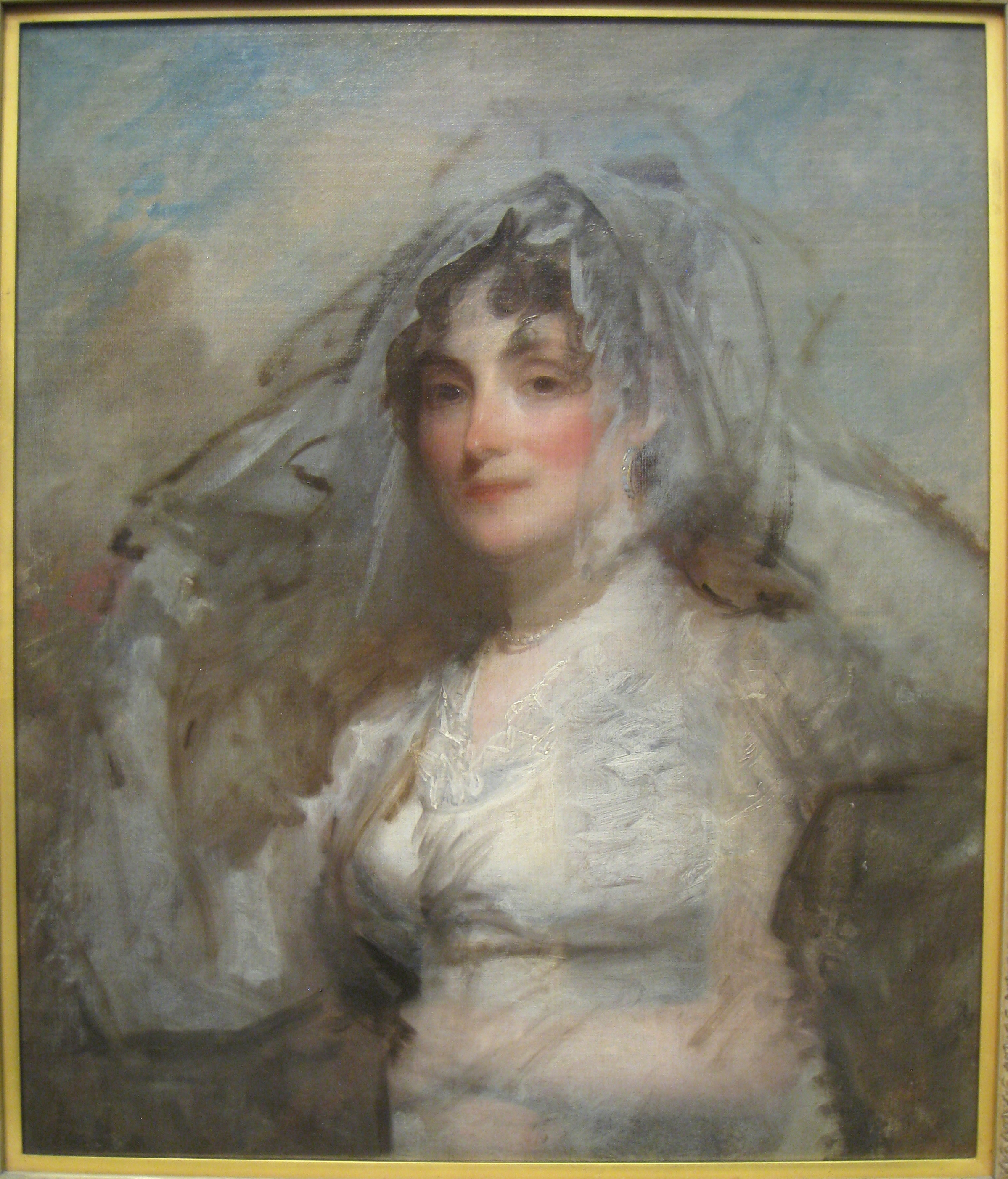
Sarah Wentworth Apthorp, Mrs Perez Morton (vers 1802), Worcester Art Museum.
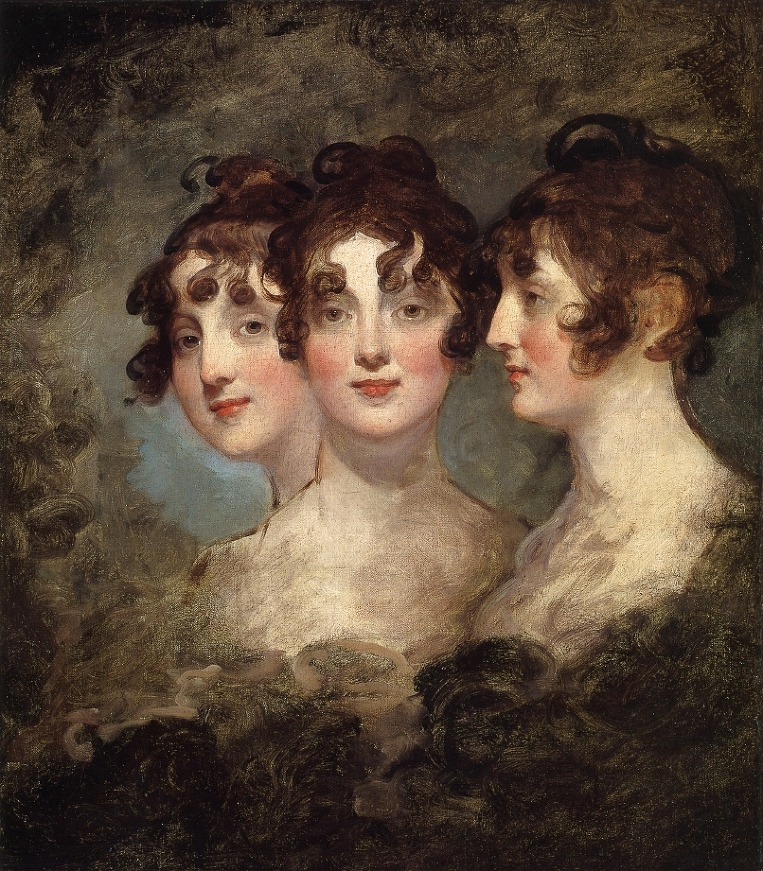
Triple portrait d'Elizabeth Patterson (1804), New York, Metropolitan Museum of Art.
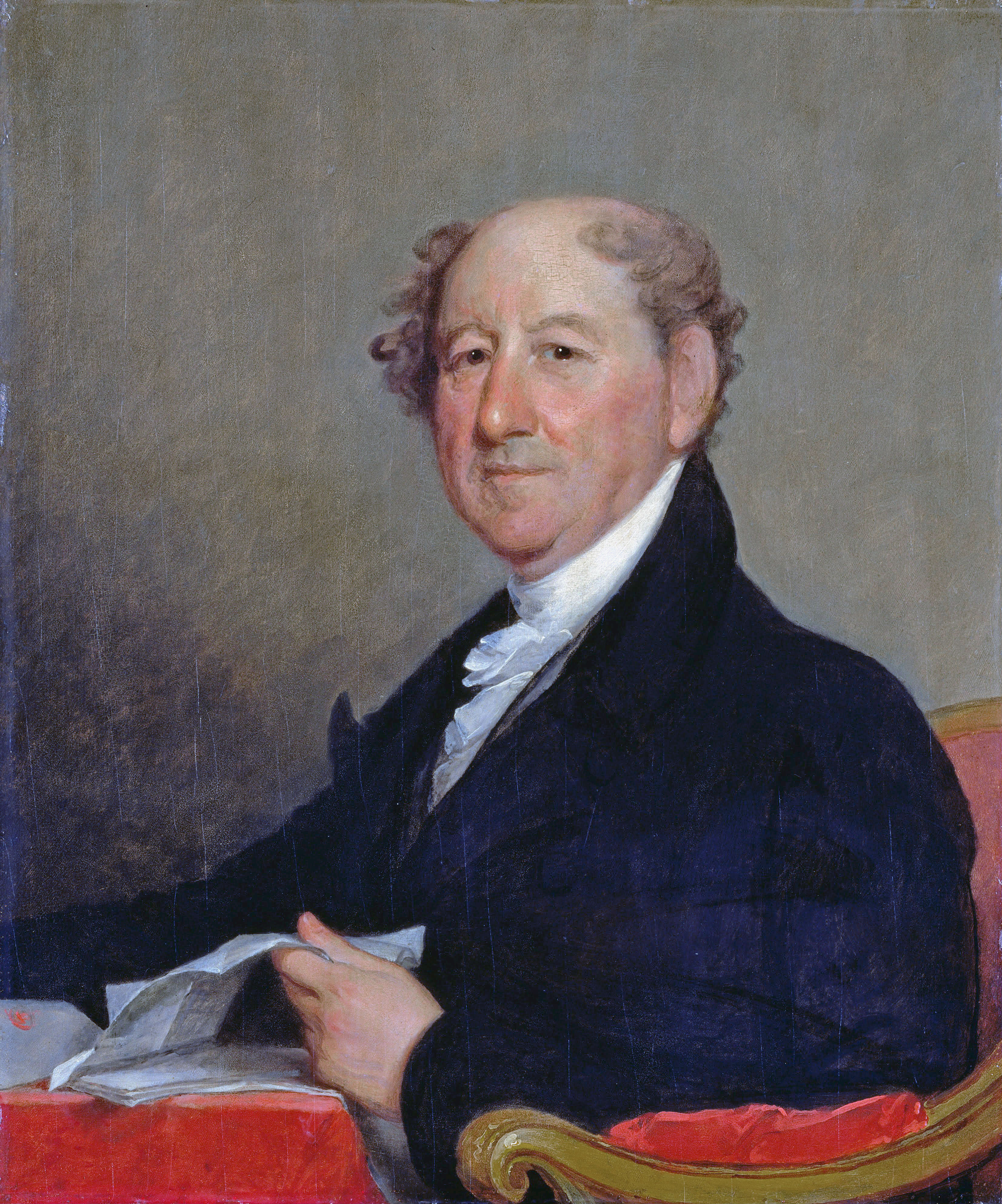
Rufus King (entre 1819 et 1820), Washington, National Portrait Gallery.

## Postérité
En 1999, le peintre péruvien Herman Braun-Vega s'approprie le portrait de George Washington par Gilbert Stuart dans son tableau Washington in New-York. Associée à un panneau de signalisation de sens unique, la figure de Washington devient une allégorie de l'uniformisation imposée au monde par les États-Unis d'Amérique.